# Zhangzhuang (sockenhuvudort i Kina, Jiangxi Sheng, lat 27,53, long 114,36)
Zhangzhuang är en sockenhuvudort i Kina. Den ligger i provinsen Jiangxi, i den sydöstra delen av landet, omkring 200 kilometer sydväst om provinshuvudstaden Nanchang. Antalet invånare är 5 821. Befolkningen består av 2 794 kvinnor och 3 027 män. Barn under 15 år utgör 18,0 %, vuxna 15-64 år 73 %, och äldre över 65 år 7,0 %.
Runt Zhangzhuang är det ganska tätbefolkat, med 139 invånare per kvadratkilometer. Närmaste större samhälle är Yantian, 17,9 km söder om Zhangzhuang. I omgivningarna runt Zhangzhuang växer i huvudsak blandskog.
Genomsnittlig årsnederbörd är 2 072 millimeter. Den regnigaste månaden är maj, med i genomsnitt 322 mm nederbörd, och den torraste är oktober, med 28 mm nederbörd.